# Simetria de translație a timpului
Simetria de translație a timpului sau simetria de translație temporală este o transformare matematică în fizică care deplasează momentele evenimentelor printr-un interval comun. Simetria de translație a timpului este legea care afirmă că legile fizicii rămân neschimbate (adică invariante) sub o astfel de transformare. Această simetrie este o modalitate riguroasă de a formula ideea că legile fizicii sunt aceleași pe tot parcursul istoriei. Simetria de translație a timpului este strâns legată, prin teorema lui Noether, de conservarea energiei. În matematică, ansamblul tuturor translațiilor temporale ale unui sistem dat formează un grup Lie.
În natură există multe alte tipuri de simetrii în afară de translația temporală, cum ar fi translația spațială sau simetriile de rotație. Aceste simetrii pot fi încălcate și explică fenomene diverse precum cristalele, supraconductivitatea și mecanismul Higgs. Cu toate acestea, până de curând, se credea că simetria de translație a timpului nu poate fi încălcată. Cristalele de timp, un nou tip de stare a materiei observat pentru prima dată în 2017, încalcă simetria de translație a timpului.

## Prezentare generală
Simetriile au o importanță fundamentală în fizică și sunt strâns legate de ipoteza conform căreia anumite mărimi fizice sunt doar relative și neobservabile. Simetriile se aplică ecuațiilor care guvernează legile fizicii (de exemplu, unui hamiltonian sau unei lagrangiane) mai degrabă decât condițiilor inițiale, valorilor sau mărimilor ecuațiilor în sine, și afirmă că legile rămân neschimbate sub o transformare. Dacă o simetrie este păstrată sub o transformare, se spune că este invariantă. Simetriile din natură conduc direct la legi de conservare, lucru formulat cu precizie de teorema lui Noether.
| Simetrie                       | Transformare                                                             | Neobservabil                               | Legea conservării         |
| ------------------------------ | ------------------------------------------------------------------------ | ------------------------------------------ | ------------------------- |
| Spațiu-translație              | {\displaystyle \mathbf {r} \rightarrow \mathbf {r} +\delta \mathbf {r} } | Poziția absolută în spațiu                 | impuls                    |
| Timp-translație                | {\displaystyle t\rightarrow t+\delta t}                                  | timpul absolut                             | energie                   |
| Rotație                        | {\displaystyle \mathbf {r} \rightarrow \mathbf {r} '}                    | direcția absolută în spațiu                | momentul cinetic          |
| Inversiune spațială            | {\displaystyle \mathbf {r} \rightarrow -\mathbf {r} }                    | absolut stânga sau dreapta                 | paritate                  |
| Inversarea timpului            | {\displaystyle t\rightarrow -t}                                          | semnul absolut al timpului                 | Degenerarea lui Kramers   |
| Schimbarea semnului încărcării | {\displaystyle e\rightarrow -e}                                          | semnul absolut al sarcinii electrice       | conjugarea sarcinii       |
| Înlocuirea particulelor        |                                                                          | distingerea particulelor identice          | Bose sau Statistici Fermi |
| Transformarea gauge            | {\displaystyle \psi \rightarrow e^{iN\theta }\psi }                      | faza relativă între diferite stări normale | număr de particule        |

### Mecanica newtoniană
Pentru a descrie formal simetria de translație a timpului, spunem că ecuațiile sau legile care descriu un sistem la momentele de timp {\displaystyle t} și {\displaystyle t+\tau } sunt aceleași pentru orice valoare a lui {\displaystyle t} și {\displaystyle \tau }.
De exemplu, considerând ecuația lui Newton:
{\displaystyle m{\ddot {x}}=-{\frac {dV}{dx}}(x)}
Se constată că pentru soluțiile sale {\displaystyle x=x(t)} combinația:
{\displaystyle {\frac {1}{2}}m{\dot {x}}(t)^{2}+V(x(t))}
nu depinde de variabilă {\displaystyle t}. Desigur, această mărime descrie energia totală, a cărei conservare se datorează invarianței ecuației mișcării față de translațiile în timp. Studiind compoziția transformărilor de simetrie, de exemplu a obiectelor geometrice, se ajunge la concluzia că acestea formează un grup și, mai specific, un grup de transformare Lie dacă se consideră transformări de simetrie continue și finite. Diferite simetrii formează grupuri diferite cu geometrii distincte. Sistemele hamiltoniene independente de timp formează un grup al translațiilor temporale descris de grupul Lie abelian, necompact {\displaystyle \mathbb {R} }. Astfel, simetria de translație a timpului (TTS) este o simetrie dinamică sau dependentă de Hamiltonian, mai degrabă decât o simetrie cinematică, care ar fi aceeași pentru întregul ansamblu de hamiltonieni în cauză. Alte exemple pot fi găsite în studiul ecuațiilor de evoluție în timp din fizica clasică și cuantică.
Multe ecuații diferențiale care descriu evoluția în timp sunt expresii ale unor invarianți asociați unui anumit grup Lie, iar teoria acestor grupuri oferă un punct de vedere unificator pentru studiul tuturor funcțiilor speciale și al proprietăților acestora. De fapt, Sophus Lie a inventat teoria grupurilor Lie studiind simetriile ecuațiilor diferențiale. Integrarea unei ecuații diferențiale (parțiale) prin metoda separării variabilelor sau prin metode algebrice Lie este strâns legată de existența simetriilor. De exemplu, soluționabilitatea exactă a ecuației Schrödinger în mecanica cuantică poate fi atribuită invarianțelor fundamentale ale acesteia. În acest caz, investigarea simetriilor permite interpretarea degenerescențelor, adică a configurațiilor diferite care au aceeași energie, fenomen întâlnit frecvent în spectrul energetic al sistemelor cuantice. Simetriile continue din fizică sunt adesea formulate în termeni de transformări infinitezimale mai degrabă decât finite, adică se consideră algebra Lie a transformărilor, mai degrabă decât grupul Lie.

### Mecanica cuantică
Invarianța unui hamiltonian {\displaystyle {\hat {H}}} al unui sistem izolat față de translația în timp implică faptul că energia acestuia nu se schimbă odată cu trecerea timpului. Conservarea energiei implică, conform ecuațiilor de mișcare din formalismul lui Heisenberg, că {\displaystyle [{\hat {H}},{\hat {H}}]=0} .
{\displaystyle [e^{i{\hat {H}}t/\hbar },{\hat {H}}]=0}
sau:
{\displaystyle [{\hat {T}}(t),{\hat {H}}]=0}
Unde operatorul de translație temporală este definit ca {\displaystyle {\hat {T}}(t)=e^{i{\hat {H}}t/\hbar }} ceea ce implică invarianța hamiltonianului față de operația de translație în timp și conduce la conservarea energiei.

### Sisteme neliniare
În multe teorii neliniare ale câmpului, precum relativitatea generală sau teoriile Yang–Mills, ecuațiile fundamentale ale câmpului sunt puternic neliniare, iar soluțiile exacte sunt cunoscute doar pentru distribuții de materie „suficient de simetrice” (de exemplu, configurații cu simetrie rotațională sau axială). Simetria translației temporale este garantată doar în spațiu-timpuri unde metrica este statică, adică unde există un sistem de coordonate în care coeficienții metricii nu depind de timp. În multe sisteme din relativitatea generală, spațiu-timpul nu este static în niciun sistem de referință, astfel încât nu se poate defini o energie conservată.

## Ruperea simetriei translației în timp (TTSB)
Cristalele de timp, o stare a materiei observată pentru prima dată în 2017, rup simetria discretă de translație a timpului.